# ブルーマン

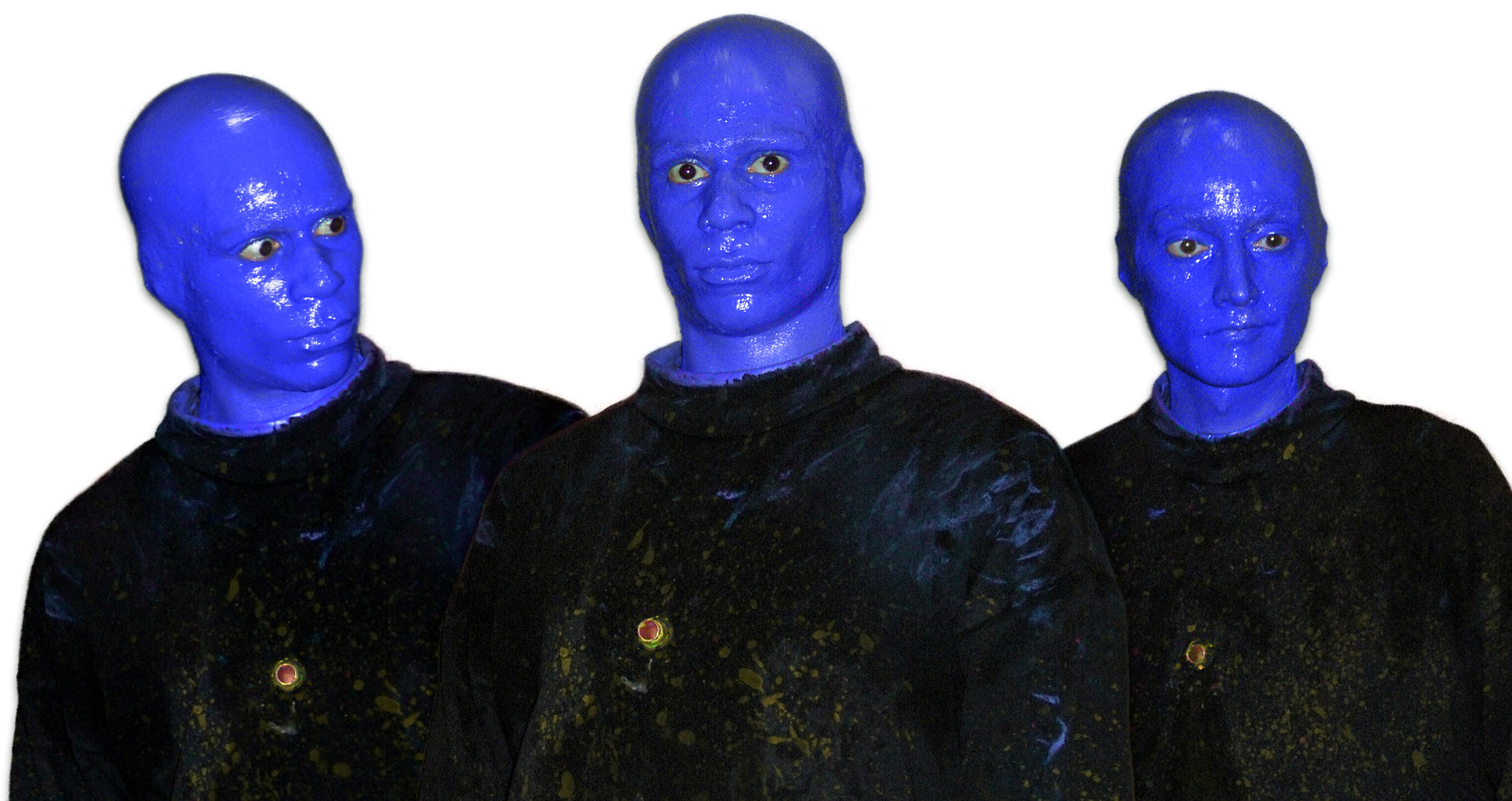
ブルーマンの3人

ブルーマン・グループ  (英語: Blue Man Group) は、1991年に結成されたパフォーマンスアート・カンパニー。世界中でそのクリエイティヴなステージ・プロダクションで知られる。
現在ブルーマン・グループはラスベガス、オーランド、ボストン、シカゴ、ニューヨーク、ベルリンで常設公演している他、アメリカ州でツアー公演を行なっている。またノルウェージャン・エピックでロック・コンサートのパロディである『メガスター・ワールド・ツアー』が初演され、多くの映画音楽が収録されたアルバム5枚が発表され、全米のオーケストラにより演奏されている他、有名ブランドのコマーシャルでも使用されている。ブルーマン・グループはマンハッタン区ロウアー・イースト・サイドの3人の親友クリス・ウィンク、マット・ゴールドマン、フィル・スタントンから発展していった。路上パフォーマンスからダウンタウンの小さなクラブ、最終的にアスター・プレイス劇場での公演へと拡大していった。数々の賞を受賞し、全米のメディアの注目を浴びた。
なお、2017年7月、カナダ・ケベック州に本拠を置くエンターテイメント集団シルク・ドゥ・ソレイユに買収されている。

## 概要

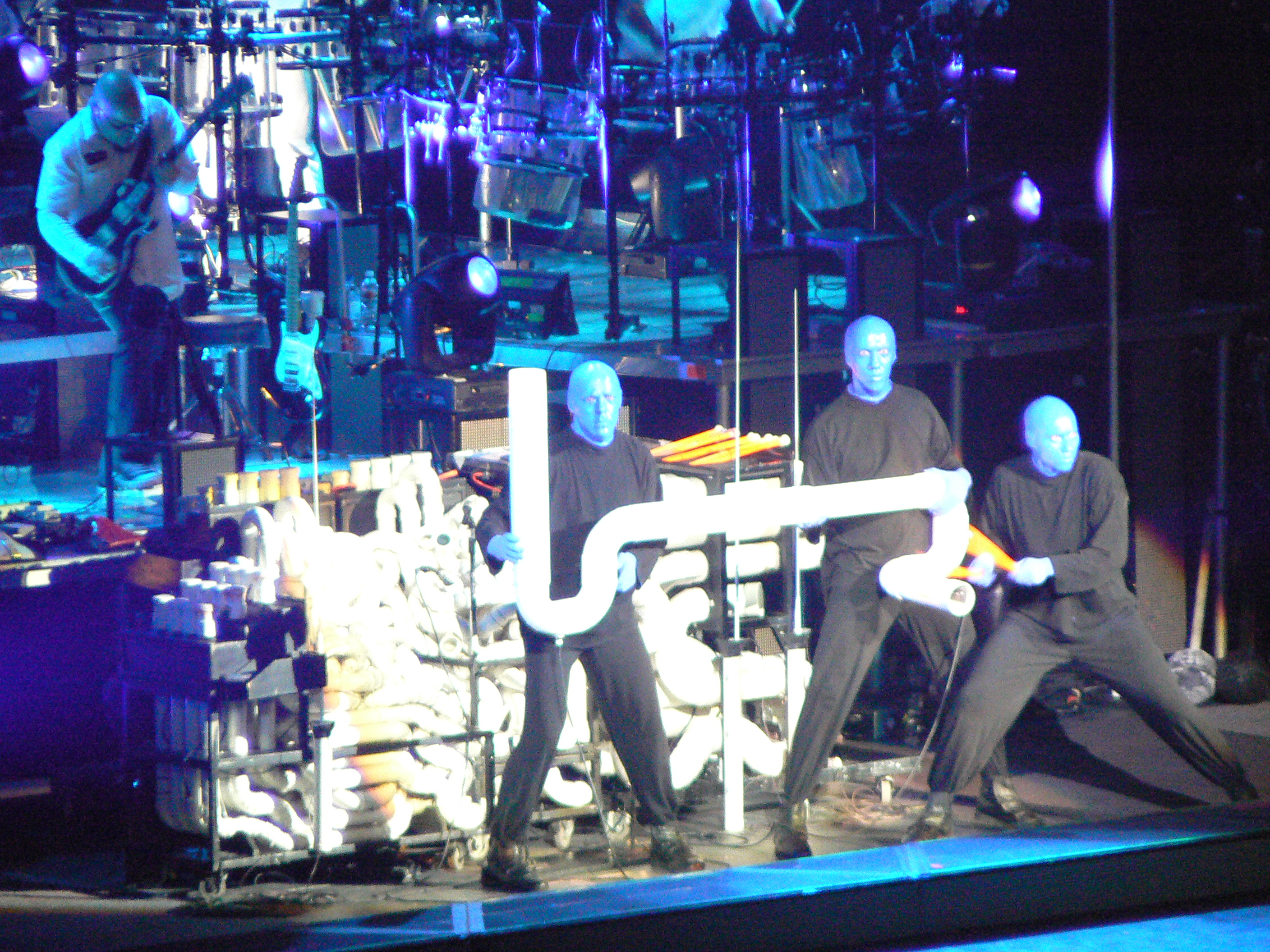
ブルーマン・グループの舞台

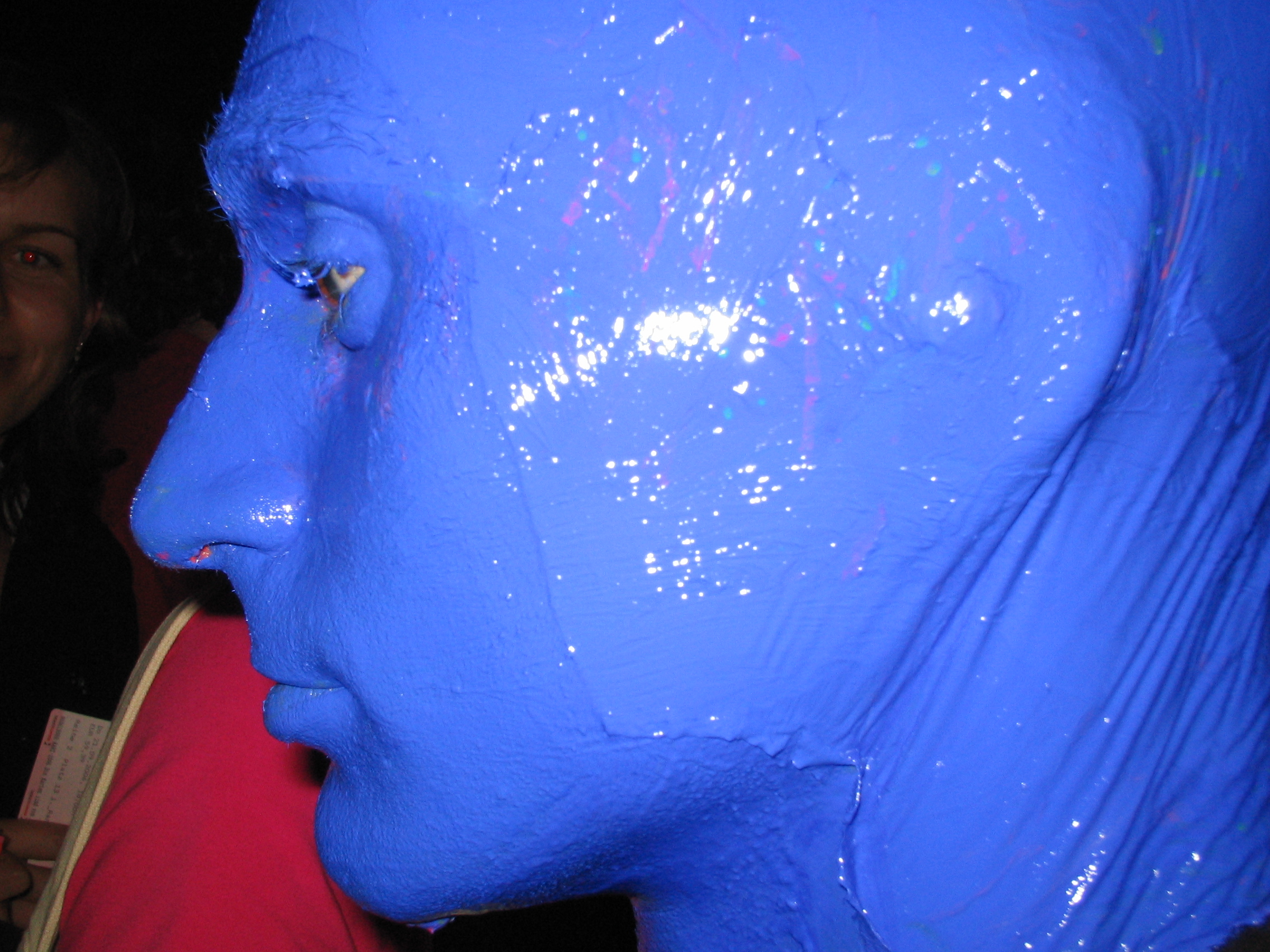
ブルメ（ブルーマンのメイク）

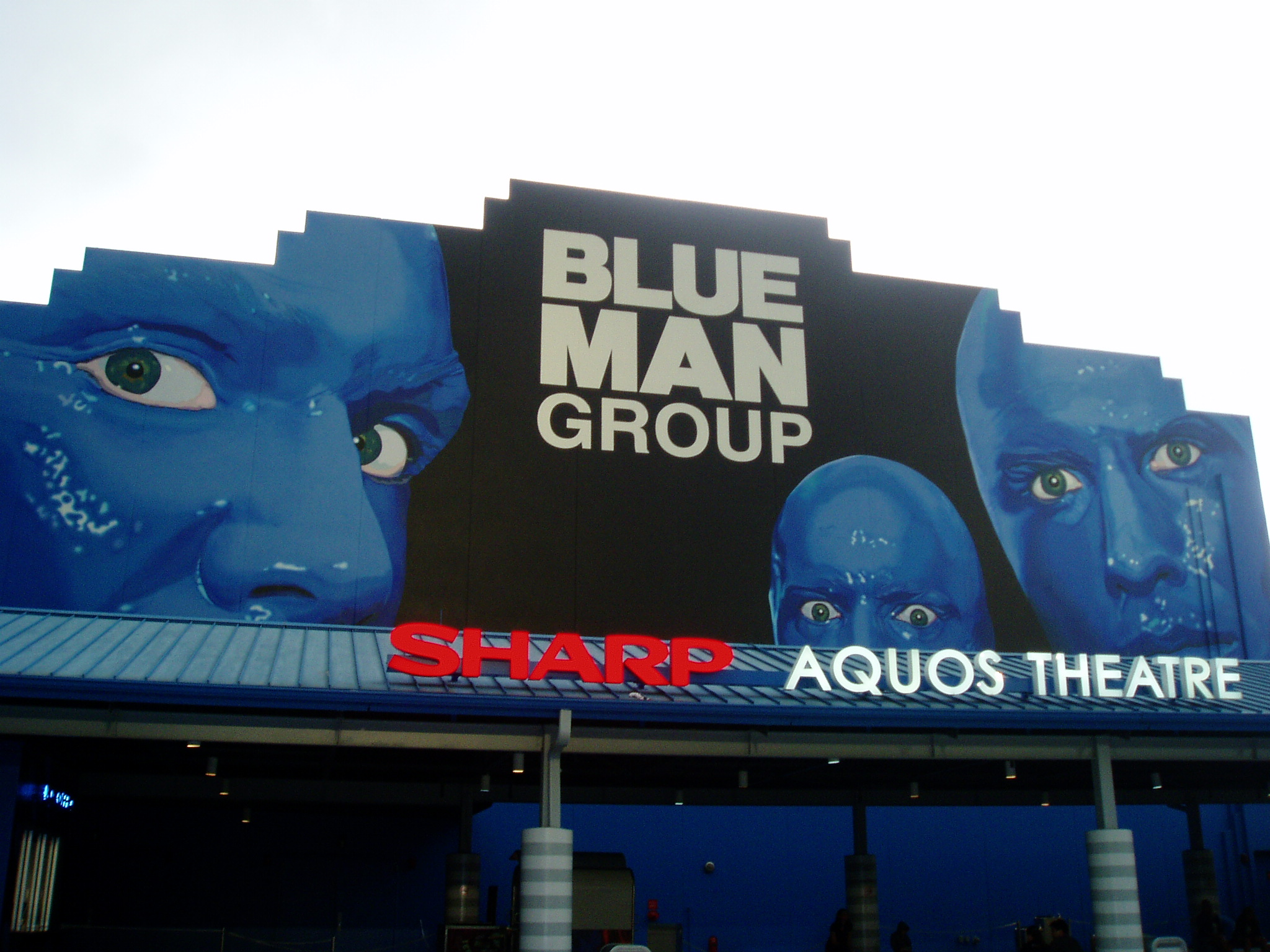
ユニバーサル・オーランド・リゾート内の専用劇場

顔を真っ青に塗った「ブルーマン」が、音楽や演劇など様々なパフォーマンスを展開する、クリエイティヴ集団である。
「ブルーマン」は主に3人の青いキャラクターを示し、「ブルーマングループ」は劇場型のショーを意味する。
1987年、最初の3人組となる3人のメンバー（マット・ゴールドマン、フィル・スタントン、クリス・ウィンク）で結成。ニューヨークの路上で“ブルーマン・グループ”としてストリート・パフォーマンスを始めたのがきっかけでブレイク。最初の劇場公演地であるオフ・ブロードウェイのアスター・プレイス劇場で15年以上のロングランを続けている。リズム（ビート）にのりながら一言もしゃべらないそのパフォーマンスは、シニカルかつギャグに溢れたもの 。キャラクターの演じ手はオーディションによって選出され、ブルーマン・グループとしてのトレーニングを積んだパフォーマーによって構成される。舞台装置はどこか工場の廃屋を喚起させ、無数のチューブが剥き出しになっている。現在では米国だけでなく、世界中にも複数の劇場を構える他、全米の地方を回るロックツアーもこなす。

## プロダクション

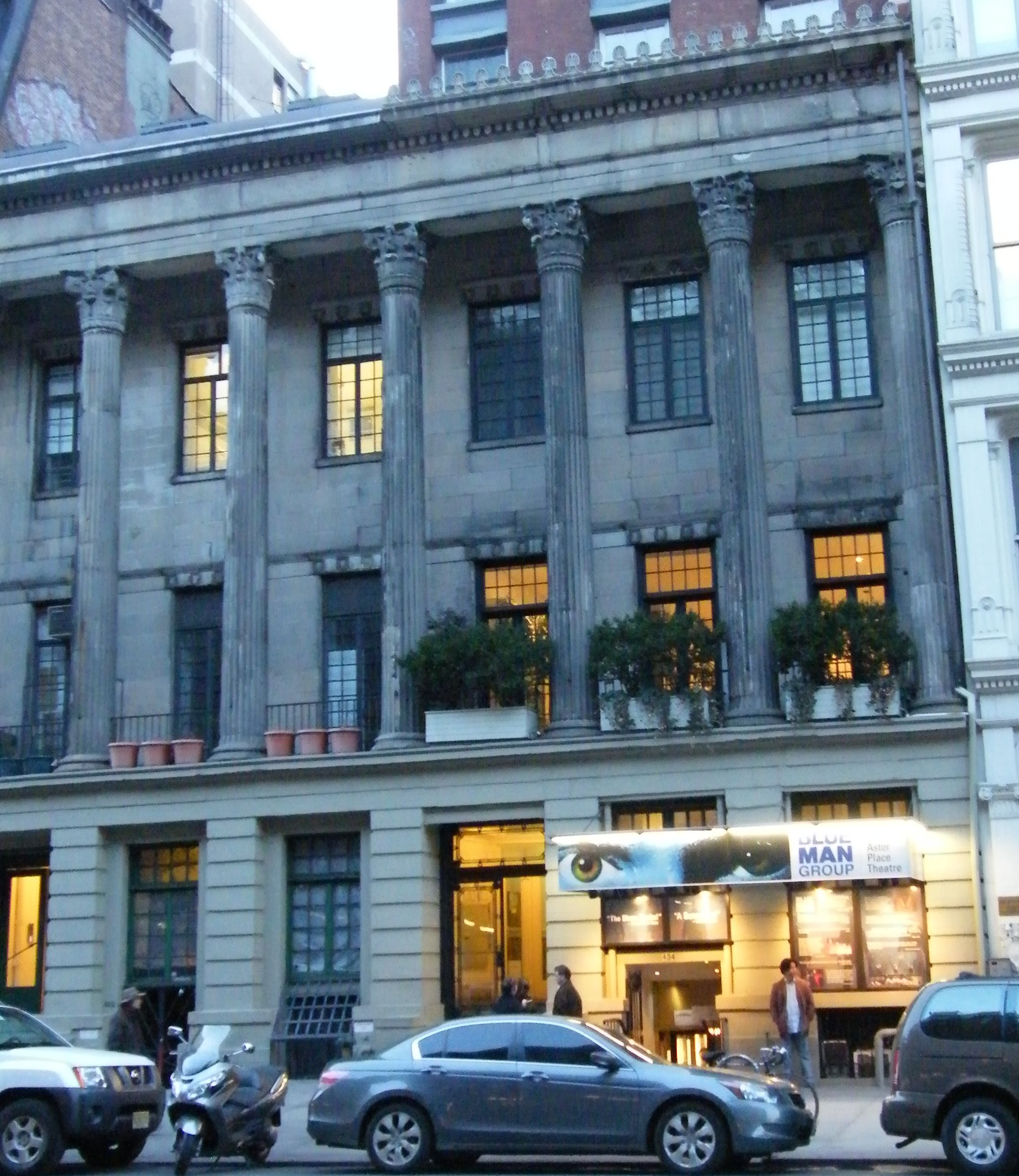
ブルーマンの看板のついているアスター・プレイス劇場

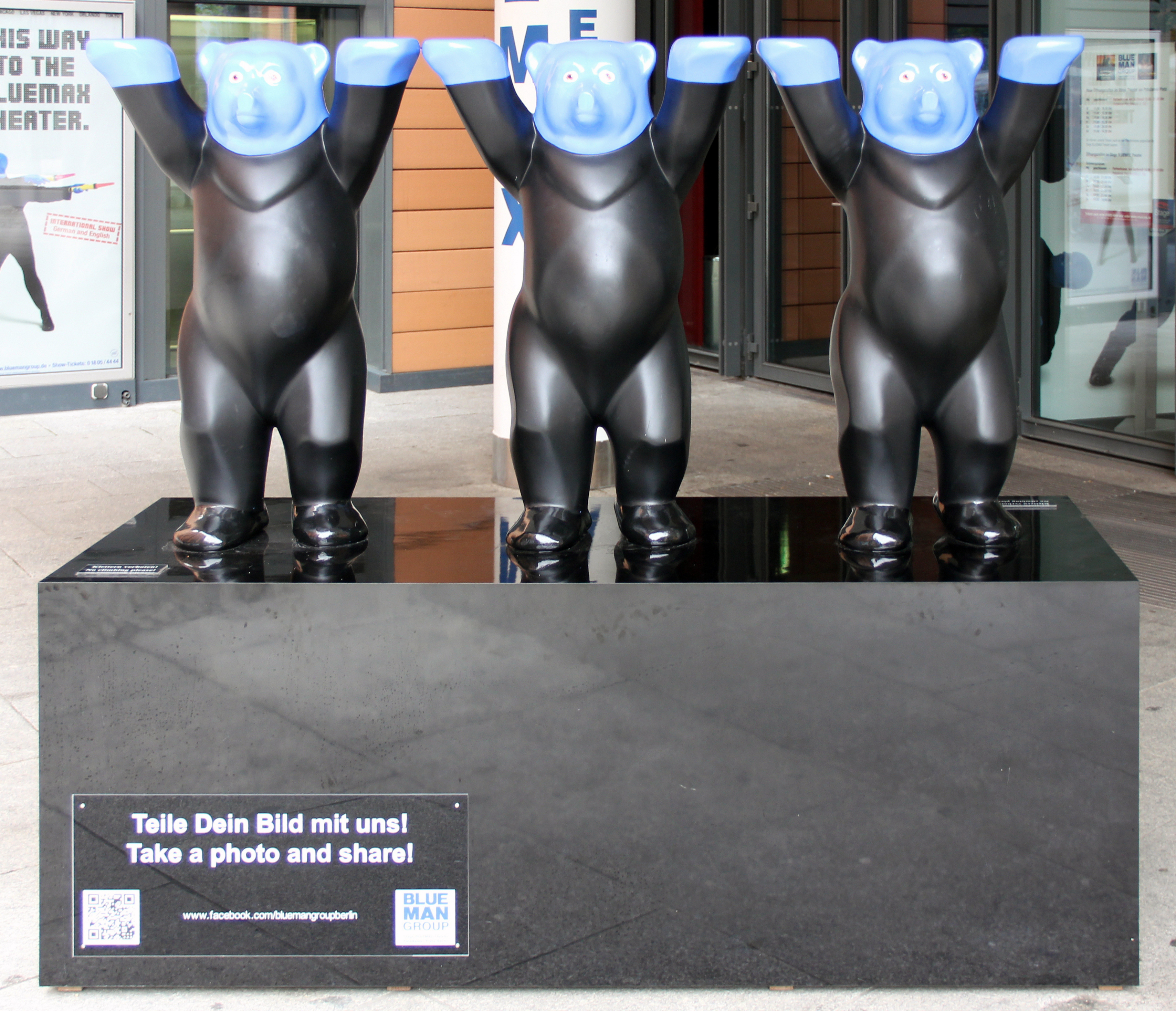
ベルリンのミッテ区にあるブルーマン姿のユナイテッドバディーベア

### 上演中のプロダクション
アメリカ合衆国
- ニューヨーク、アスター・プレイス劇場（英語版）(1991年–現在)
- ボストン、チャールズ・プレイハウス（英語版）(1995年–現在)[2]
- シカゴ、ブリア・ストリート劇場（英語版）(1997年–現在)[2]
- ラスベガス、ルクソール・ホテル・アンド・カジノ(2015年11月18日–現在)
- オーランド、ユニバーサル・オーランド・リゾートのシティウォークにあるブルーマン・グループ劇場(2007年6月6日–現在)
- 世界ツアー(2010年9月2日–現在)
  - アーカンソー州フェイエットビルからツアー公演が始まり、世界中の様々な都市を訪れる予定である。現在の劇場公演のネタの他にこのツアー公演のためだけの新たなネタを追加している[3]。

ドイツ
- ベルリン、ブルーマックス劇場(2006年2月1日–現在)

ノルウェージャン・クルーズライン
- ノルウェージャン・エピック (2010年7月–現在)[4]

### 終了したプロダクション
アメリカ合衆国
- ラスベガス、ルクソール(2000年3月10日–2005年9月15日)
- ラスベガス、ベネチアン・リゾート・ホテル・カジノ(2005年10月10日–2012年9月30日)[5]
- ラスベガス、モンテカルロ・リゾート・アンド・カジノ(2012年10月10日–2015年10月11日)

ドイツ
- ベルリン、ポツダム広場(2004年5月9日–2006年1月31日)
- オーバーハウゼン、メトロノーム劇場(2007年3月11日–2008年10月3日)
- シュトゥットガルト、アポロ劇場(2008年2月28日–2008年10月12日)[6]

カナダ
- トロント、パナソニック劇場(2005年6月20日–2007年1月7日)

イギリス
- ロンドン、ニュー・ロンドン劇場(2005年11月–2007年6月24日)[7]

オランダ
- アムステルダム、Theater Fabriek (2006年12月–2007年9月30日)

日本
- 東京、六本木インボイス劇場(2007年12月1日–2009年11月29日)
- 東京、六本木ブルーマン劇場(2010年4月29日–2012年3月31日)

スイス
- バーゼル、バーゼル・ミュージカル劇場(2006年10月25日–2009年1月11日)
- チューリッヒ、シアター11(2010年1月17日–2010年5月2日)[8]

スウェーデン
- ストックホルム、Göta Lejon (2010年9月8日–2010年10月24日)

オーストリア
- ウィーン、ミュージアムクォーター(2010年11月4日–2011年1月2日)

オーストラリア
- シドニー、シドニー・リリック劇場(2013年8月–2013年10月; パースとメルボルンへのツアーは中止)

## 音楽およびツアー
劇中に使用される音楽は、ブルーマンオリジナルの楽器を使用。その独自の不思議な楽器は、おもちゃとして販売されている。
アルバム「AUDIO」はグラミー賞にノミネート。「ザ・カレント」は男性ボーカルを招いた作品で、『ターミネーター3』のエンディングテーマ。アルバム「HOW TO BE MEGA STAR」はビルボードで初登場2位。
1999年、初アルバム『Audio 』を発表した。実際に舞台で使用された楽曲が収録されているが、全曲が収録されているのではなく、新たな楽器を使用した全編インストゥルメンタルのアルバムとなっている。
2002年、モービーのツアー公演『Area2 』に同行し、通常舞台で使用される曲よりもロック志向の曲を披露した。ツアー中、これらの楽曲は改良が加えられ、2003年のアルバム『The Complex 』に収録された。
『Audio 』と違い、『The Complex 』にはトレイシー・ボナム、デイヴ・マシューズ、ギャヴィン・ロスデイル、ヴィナス・ハムなど様々なゲスト・ヴォーカルによる歌が収録されている。このアルバムから2003年ツアー公演が製作され、ブルーマンにとって初のヘッドラインとなった。このツアー公演では従来のロック・コンサートをクリシェ化し、2004年、DVD化された。トレイシー・ボナムとヴィナス・ハムが前座を務めた。DVDにはスタジオ・レコーディングのサラウンド・サウンドのミックスが含まれている。
2006年9月26日、2回目のツアー『How to Be a Megastar Tour 2.0 』を開始した。1回目の『Complex Rock Tour 』からのネタに新たなネタを加え、トレイシー・ボナムが前座およびヴォーカリストを務めた。2007年4月22日にペンシルバニア州ウィルクスバリで終了した追加公演ではDJ/VJマイク・レルムが前座を務めた。2007年5月からさらなる追加公演が開幕し、メキシコのメキシコシティ、グアダラハラ、モンテレイ、アルゼンチンのブエノスアイレス、ブラジルのサンパウロ、リオデジャネイロ、チリのサンティアゴなどで上演された。またタイトルの数字を『2.1』に変更し、さらなる追加公演がアメリカやカナダで上演された。その後2008年、フランス、韓国、カナダ、ドイツ、そしてヨーロッパのいくつかの国で上演された。
2009年のデフリンピックのプロモーション・キャンペーンの一環として、8月19日から23日、台湾の台北市で『How to Be a Megastar Tour 2.0 』が上演され、台詞のほとんどが字幕に表示された。8月中旬、平成21年台風第8号が上陸して大きな被害があり、利益が洪水被害者に寄付されるよう追加公演を行なった。
2008年、オランダのDJおよびプロデューサーのティエストのアルバム『Elements of Life: Remixed 』の収録曲『No More Heroes 』でコラボレートした。
2009年、ノルウェージャン・クルーズラインの最新の船舶であるノルウェージャン・エピックで上演することが発表され、ブルーマンにとって初めての海上での上演となった。2010年7月から、エピック号は7日ごとに交代でマイアミから東カリブ、およびマイアミから西カリブに航行し、夜に船内でブルーマンの公演が行なわれている。
2013年、南アフリカでのツアー公演が発表され、アフリカ大陸で初めての公演となるはずであった。しかし他のツアー公演との兼ね合いおよび契約上の問題により実現しなかった。2017年初頭に再度、南アフリカでのツアー公演が予定されている。

## ディスコグラフィ
- Audio (1999年)
- The Complex (2003年)
- Live at The Venetian – Las Vegas iTunes限定 (2006年)
- Three (2016年)

## フィーチャー映画
2008年9月、『バラエティ』誌はシャーロット・ハギンズのプロデュースによりオリジナル・メンバーのマット・ゴールドマン、クリス・ウィンク、フィル・スタントン主演によるIMAX 3Dフィーチャー映画が製作されると報じた。この映画『Blue Man Group: Mind Blast 』はデイヴィッド・ルッソの監督によりナショナルジオグラフィック協会から公開された。

## ビデオグラフィ
- The Complex Rock Tour Live DVD (2003年) – テキサス州グランドプレーリーでのライヴ・コンサートを収録
- ロボッツ (2005年) – サウンドトラック
- Inside the Tube (2006年) – PBSの1時間のドキュメンタリー。オリジナルの3名とのインタビュー。DVD『How To Be A Megastar Live! 』に収録されている他、PBSストアで入手可能。
- How to Be a Megastar Live! (2008年) – ライヴ・コンサートを収録。2008年4月1日にDVD、11月4日にブルーレイが発売。DVDには公演使用楽曲が多数収録されたボーナスCD付き。
- Space Chimps (2008年) – サウンドトラック
- Scoring Reel (2004年) – DVDのみ

## テレビ

### テレビコマーシャル
- インテル社Pentium III（2000年）、Pentium 4（2001年）、Intel Centrino（2004年、2005年）のテレビCM、SWATCH(2006年)のテレビCM（日本では放映無し）に出演
- TIMブラジル – ブラジル最大の携帯電話会社のコマーシャルに出演

### 番組
- ザ・トゥナイト・ショー・ウィズ・ジェイ・レノ — ブルーマンは1954年から放送されている『ザ・トゥナイト・ショー』の7代目司会者であるジェイ・レノに「これはあなたの父親の時代の『トゥナイト・ショー』とは違う」と言わせた。この番組には複数回出演しており、観客やロビン・ウィリアムズ、メル・ギブソンなどのセレブリティ・ゲストを巻き込んだ。うち1回のエピソードがエミー賞を受賞した。
- アレステッド・ディベロプメント — トバイアス(デヴィッド・クロス)がブルーマンに加入したがる。結局義父がラスベガスでの舞台に立つ。人気のエピソードの1つとなった。
- Scrubs〜恋のお騒がせ病棟 — 主演のザック・ブラフがブルーマンに直々に掛け合い、人気のエピソードの1つとなった。
- The Drew Carey Show — エピソード『Drew Live III 』に出演。

また、グラミー賞、エミー賞、ラテン・グラミー賞授賞式、ロイヤル・バラエティ・パフォーマンス、『Wetten, dass...? 』(ドイツ)、『ザ・ヴォイス』ドイツ版、『Regis and Kathie Lee 』、『Regis and Kelly 』、『エレンの部屋』などでオリジナルのネタを披露している。
2012年、『セレブリティ・アプレンティス』第12シーズン第7エピソードに出演した。
2016年、シンガポールのスター・アワード授賞式に出演した。

## 日本での活動

### 日本公演
2007年にインボイス・朝日新聞社などからなる実行委員会により日本での公演が発表された。
日本公演は、2007年12月1日より東京・六本木に設けられた専用劇場である「インボイス劇場」で開催されていた。2009年11月29日千秋楽を迎えた。
再公演として、「インボイス劇場」を「六本木ブルーマンシアター」に名称を変更し、2010年4月29日から2度目の公演を行った。2012年3月31日の千秋楽後は、同劇場は「六本木ブルーシアター」「アミューズ・ミュージカルシアター」そして2014年4月に再び「六本木ブルーシアター」と名称を再度変更した後、2015年1月に「Zeppブルーシアター六本木」としてリニューアルオープンしている。

### その他の活動
- 2007年の日本公演に先立ち、「ロックバンド」としてのブルーマングループの「サマーソニック2007」への出演が主催局であるテレビ朝日より発表された。サマーソニックは東京のみの出演となったが、2日間の日程において両日ともにステージのトップバッターとして出演。1日目にはエグゼクティブ・プレゼンターである倖田來未と、また、2日目にはトレーシー・ボーナムとの競演を果たした（両日とも曲目は"I Feel Love"）。ステージ上において倖田來未がブルーマンの体を艶かしく撫でる様が、ワイドショーなどで大きく取り上げられた。

- 2008年5月5日には、明治神宮球場で行われた東京ヤクルトスワローズ対読売ジャイアンツの始球式に登場した。マウンド上でメンバーの2人が大きなゴム紐の両端を持ち、残る1人がその中央にボールをセットしてスリングショットのように打ち出すという奇抜な投球であった。また、大晦日の第59回NHK紅白歌合戦に出演するなど、公演以外の活動も積極的に行っている。

- 2009年4月より、NHK教育のピタゴラスイッチ内「アルゴリズムこうしん」にて「ブルーマンのみなさんといっしょ」バージョンに出演している。

- 2010年10月、レストランガイドブック・ザガット・サーベイ日本語版のプロモーションのために京都を訪問。

- 2010年11月2日、東京・六本木のブルーマンシアターで行われた秋の火災予防運動行事に参加。消防庁のマスコットキャラクター、キュータくんとコラボで消火活動パフォーマンスを行ない、法被姿ではしご車での放水を行なうなど、火災予防を呼びかけた。

## 受賞歴等
- 1991年、オビー賞 (受賞)
- 1992年、ドラマ・デスク・アワード・ユニーク・シアトリカル・エクスペリエンス賞 (受賞)
- 1992年、ルシル・ローテル賞特別賞
- 2000年、グラミー賞 (ノミネート)
- 2000年、エディ賞デザイン賞
- 2010年、オビー賞広告賞
- 2011年、オフ・ブロードウエイ同盟賞観客が選ぶロングラン公演賞 (受賞)[13]
- 2012年、国際エミー賞アート・パフォーミング賞 (ノミネート)
- 2014年、『Drum! 』誌読者が選ぶパーカッション・アンサンブル賞 (受賞)
- 2015年、『Drum! 』誌読者が選ぶパーカッション・アンサンブル賞 (受賞)

## テーマ
ブルーマンの公演のネタには様々なテーマが使用されている。一部を以下に示す:
- サイエンスおよびテクノロジー。特に配管、フラクタル、視覚、DNA、インターネットなど。
- 情報オーバーロードおよび情報公害。観客が似たような3つの文章を1つを選ばされて読む、など。
- 無垢。現代社会や観客のリアクションに驚いたり当惑したりする、など。
- 自意識過剰、文化的規範に関して純真なふりをする。観客の1人を舞台に上げ、トゥインキーでエレガントなフォーマル・ディナーを模す、ロック・コンサート・インストラクション・マニュアルに沿って進行する、など。
- 仲間はずれ。ブルーマンは常に3人組である[14]。ブルーマンが世間に同化していないことを表すだけでなく、仲間はずれが可能な最少人数であるためである。ブルーマンのネタには1人が2人と違う行動をするものが多い。
- 屋根、登頂。初演以降、視覚や聴覚(歌詞)など様々な表現方法で「上に行く」描写がなされる。ジョーゼフ・キャンベルとジャーナリストのビル・モイヤーが出演したPBSの番組『The Power of Myth 』から影響を受け、メタファーとして表現している[14]。

## パフォーマー
- マット・ゴールドマン
- フィル・スタントン
- クリス・ウィンク
- フィリップ・スタントン
- アダム・エードッシー - 妻は元ダンサーの北川聖子[15][16]。